# Anders Morgenthaler
Anders Morgenthaler (ur. 5 grudnia 1972 w Kopenhadze) – duński twórca komiksów, książek dla dzieci i reżyser.
Jego pierwszy pełnometrażowy film Księżniczka (Princess) zdobył Nordisk Film Prisen, nagrodę dla duńskich twórców filmowych.
Największą sławę przyniósł mu jednak komiks Wullfmorgenthaler, tworzony od 2001 wspólnie z Mikaelem Wullfem. W 2001 wygrał on konkurs duńskiego dziennika Politiken i od tego czasu jest codziennie zamieszczany na jego łamach. Wywołał niemałe kontrowersje z powodu bezpruderyjnej zawartości i wielu prenumeratorów zrezygnowało z Politiken. Mimo to jest drukowany do dziś, a od 2006 roku również w szwedzkim Aftonbladet. Bardzo popularna jest również jego internetowa wersja.
Dużą popularność zyskały również różne wersje programu o faszystowskim hipopotamie Dolphie, prezentowane na duńskim kanale DR2.